# Fits and Misfits
Fits and Misfits è un cortometraggio muto del 1910 diretto da Lewin Fitzhamon.

## Trama
Un uomo viene inseguito dagli stivali che ha rubato.

## Produzione
Il film fu prodotto dalla Hepworth.

## Distribuzione
Distribuito dalla Hepworth, il film - un cortometraggio di 83,82 metri - uscì nelle sale cinematografiche britanniche nel maggio 1910.
Si conoscono pochi dati del film che, prodotto dalla Hepworth, fu distrutto nel 1924 dallo stesso produttore, Cecil M. Hepworth. Fallito, in gravissime difficoltà finanziarie, il produttore pensò in questo modo di poter almeno recuperare il nitrato d'argento della pellicola.